# Para królów
Para królów (pierwotnie „Para króli”) (2010–2013) – amerykański sitcom w reżyserii Dana Crossa i Davida Hoge’a. Produkcję serialu rozpoczęto w marcu 2010, zaś jego premiera odbyła się 10 września 2010 na kanale Disney XD. Polska premiera serialu odbyła się 25 grudnia 2010 na kanale Disney XD.
12 grudnia 2011 roku serial został przedłużony o trzeci sezon. W nowej serii nie występuje już Mitchel Musso, który zrezygnował z brania udziału w serialach Disneya. Jego miejsce zastępuje Adam Hicks.
3 listopada 2012 Adam Hicks napisał na swym Twitterze, iż czwarty sezon nie powstanie. Tym samym trzecia seria jest ostatnią serią serialu.
26 lutego 2021 serial pojawił się na Disney+.

## Fabuła
Głównymi bohaterami serialu są Brady i Boomer – nastoletnie bliźnięta dwujajowe mieszkające wraz z ciotką i wujem w Chicago. Są niezdarni i często wpadają w kłopoty. To nastolatkowie, którzy mają słabe oceny z WF-u i wszystkiego się boją. Ich sytuacja drastycznie się zmienia, gdy dowiadują się, że są następcami tronu tropikalnej wyspy Kinkow. Chłopcy przyjeżdżają na wyspę, gdzie poznają tradycje i zwyczaje królestwa. Bracia uczą się współpracy, zmagania z trudnościami i powoli stają się zdolnymi przywódcami. W wolnym czasie badają wyspę, gdzie odnajdują liczne jaskinie i ruiny.
Jak wielu nastolatków, Boomer i Brady podrywają dziewczyny, uczą się jeździć samochodem i organizują na wyspie konkurencje sportowe. Często lekceważą królewskie obowiązki, robiąc kawały na wyspie. Podczas pobytu na Kinkow poznają kilka nowych osób: strażnika królewskiego Masona, jego córkę Mikaylę i kuzyna Lanny’ego, który chce zostać królem i próbuje oczernić nowych władców. Nowi przyjaciele stają się dla Brady’ego i Boomera nową rodziną.
W trzeciej serii Brady wyjeżdża do Chicago, by udowodnić, że jest godzien Mikayli. Do Kinkow przybywa Boz, który okazuje się zaginionym trzecim bliźniakiem królów. Szybko dostaje się do tronu i wraz z królem Boomerem, jak to zwykle bywa, ruszają na przygody, czy nawet wpadają w kłopoty.

## Postacie

### Główne
- Król Brady (Mitchel Musso) – król wyspy Kinkow oraz brat bliźniak Boomera. Jest zakochany w Mikayli. Bardziej nerwowy od brata, przez co czasem rozsądniejszy. Na początku trzeciej serii wraca do Chicago aby udowodnić, że jest godzien Mikayli.
- Król Boomer (Doc Shaw) – król wyspy Kinkow oraz brat bliźniak Brady’ego. Jest bardziej wyluzowany od brata, przez co często wpada w kłopoty. W przeciwieństwie do brata bardzo rzadko zachowuje powagę.
- Król Boz (Adam Hicks) – król wyspy Kinkow oraz zagubiony brat bliźniak Brady’ego i Boomera. Został wychowany przez małpy. Pojawia się w trzecim sezonie.
- Mason Makoola (Geno Segers) – przyjaciel ojca bliźniaków, ojciec Mikayli oraz opiekun Brady’ego i Boomera. Jest egocentryczny i zazdrosny o każdego potencjalnego chłopaka dla swojej córki.
- Mikayla Makoola (Kelsey Chow) – córka Masona, w której zakochany jest Brady. Ona też coś do niego czuje, jednak to ukrywa. Bardzo dobrze walczy, i nie lubi gdy ktoś ją podrywa.
- Lanny (Ryan Ochoa) – kuzyn królów. Jest drugi w kolejce do tronu, dlatego chce zabić lub oczernić aktualnych władców, by przejąć ich miejsce. Posiada mówiącą rybę Yamakoshiego.

### Pozostałe
- Pan Johnson – tata Rebeki był on dawnym wygnanym szamanem ludu Tarantul. Jego grupa nie popierała przemocy wśród ludu Tarantul. Znał rodziców Brady’ego, Boomera i Boza. Szukał u nich schronienia, a oni wysłali go do Chicago.
- Kaita – pojawia się w finałowym odcinku Pary Królów. Jest to Pogromca Królów, który zabił ojca Brady’ego, Boomera i Boza.
- Taito (Karan Brar) – dzieciak, który pozostał na wyspie Mindu w czasie sztormu.
- Yamakoshi (Vincent Pastore) – mówiąca ryba Lanny’ego i jego jedyny przyjaciel. Razem z nim spiskuje przeciwko królom. W finale 2 sezonu okazuje się, że był złym bliźniakiem pierwszego króla Kinkow, który zmienił go w rybę i pozbawił pamięci. W tym samym odcinku odzyskuje dawną formę, ale zostaje pokonany przez Brady’ego i Boomera. Jest najczęściej pojawiającą się postacią drugoplanową.
- Bill (John Eric Bentley) – wujek Brady’ego i Boomera, który opiekował się nimi podczas pobytu w Chicago.
- Nancy (Tichina Arnold) – ciotka Brady’ego i Boomera, która opiekowała się nimi podczas pobytu w Chicago.
- Hibachi (Martin Klebba) – były Wielki Cthulu (kahula) plaży Strzępów. Wygrał z Masonem, ponieważ oszukiwał. Jest karłem. Ma dwanaście palców u stóp. Nosi długie, brudne dredy.
- Poopalay (Ben Giroux) – bestia, którą znaleźli Brady i Boomer. Przygarnęli go, z początku świetnie się dogadywali, lecz gdy królowie przestali o niego dbać, ten stał się okrutny. Gdy bracia zrozumieli swój błąd, Poopalay znowu stał się przyjazny. Na stałe zamieszkał w swojej jaskini. Hibernuje się na zimę.
- Oogie (Doug Brochu) – jaszczurolud. Był bliskim przyjacielem Boomera.
- Elder (James Hong) – główny szaman wyspy.
- Rebecca Dawson (Logan Browning) – dziewczyna Boomera. Jest z rodu Tarantul, jednak teraz do nich nie należy.
- Candace (Bretania Ross) – przyjaciółka Mikayli. Lubi plotkować.

## Wersja polska
Wersja polska: SDI Media Polska

Reżyseria: Marek Robaczewski

Dialogi: Anna Niedźwiecka-Medek

Wystąpili:
- Mateusz Narloch – Brady
- Paweł Ciołkosz – Boomer
- Jan Piotrowski – Lanny
- Magdalena Krylik – Mikayla
- Adam Krylik – Mason
- Kamil Kula – Boz
- Cezary Kwieciński –
  - nauczyciel WF-u (odc. 1),
  - Hibachi – Wielki Kahula (odc. 5, 11),
  - Oogie (odc. 10)
- Tomasz Robaczewski –
  - Rondo (odc. 1),
  - Bezwąs (odc. 3),
  - Skeg (odc. 5)
- Marek Robaczewski –
  - Yamakoshi,
  - Giro (odc. 11),
  - Kalakai (odc. 45-46)
- Mirosław Wieprzewski – pirat (odc. 3)
- Łukasz Węgrzynowski – strażnik (odc. 3)
- Joanna Pach – Aerozol (odc. 4)
- Robert Tondera –
  - Królewski tropiciel (odc. 7),
  - Dale Davis (odc. 27),
  - duch króla Malakai (odc. 45)
- Piotr Bajtlik – Jerry (odc. 7)
- Paweł Szczesny – Wally (odc. 11)
- Robert Kuraś – Jason (odc. 31)
- Artur Pontek – Spatula Jones (odc. 35)
- Zbigniew Konopka – Ogr (odc. 35)
- Krzysztof Szczerbiński – kucharz (odc. 35)
- Ewa Prus – Sasha (odc. 54)
- Jakub Mróz – Morris (odc. 54)
- Franciszek Dziduch – Tito (odc. 55)
- Agnieszka Fajlhauer – Rebeka (odc. 58, 67-69)
- Mikołaj Klimek – Srebrny Lis (odc. 60)
- Jakub Szydłowski – Dr Micah (odc. 62)
- Robert Jarociński – Kaita (odc. 67-68)
- Dariusz Odija – pan Dawson (odc. 69)
- Julia Kunikowska
- Katarzyna Łaska
- Grzegorz Pawlak
- Olga Omeljaniec
- Janusz Wituch
- Bartosz Martyna

Lektorzy:
- Artur Kaczmarski
- Paweł Bukrewicz (odc. 1-2)

## Lista odcinków
| Seria | Odcinki | Premiera serii   | Finał serii      | Premiera serii   | Finał serii          |
| ----- | ------- | ---------------- | ---------------- | ---------------- | -------------------- |
| 1     | 21      | 10 września 2010 | 2 maja 2011      | 25 grudnia 2010  | 29 października 2011 |
| 2     | 26      | 13 czerwca 2011  | 16 kwietnia 2012 | 5 listopada 2011 | 19 sierpnia 2012     |
| 3     | 22      | 18 czerwca 2012  | 18 lutego 2013   | 29 września 2012 | 17 kwietnia 2013     |